# گرت هکشر
گرت هکشر (انگلیسی: Grete Heckscher; ۸ نوامبر ۱۹۰۱ – ۶ اکتبر ۱۹۸۷) ورزشکار شمشیربازی اهل دانمارک بود.
وی در مسابقات کشوری و بین‌المللی در مجموع برندهٔ ۱ مدال برنز شده‌است.